# Campionato Dilettanti 1957-1958
Il Campionato Nazionale Dilettanti 1957-1958 è stato il quinto livello del campionato italiano di calcio, il primo a livello regionale. La manifestazione costituì un rilancio della vecchia Promozione, cui fu aggiunto un torneo finale nazionale ad eliminazione diretta volto ad assegnare il neocreato Scudetto Dilettanti.
Il campionato era organizzato su base regionale dalle Leghe Regionali e, rispetto alla vecchia Promozione, la gestione venne completamente liberalizzata tanto che alcune leghe regionali decisero di aumentare i propri gironi, anche se la suddivisione dei posti promozione fra le regioni rimase inalterato. Le vincenti dei gironi della stagione regolare o, nelle regioni riformate, delle finali regionali, venivano sia promosse che ammesse alla successiva fase nazionale che attribuiva lo scudetto dei Dilettanti.
Non sempre le migliori classificate venivano però promosse in Interregionale: la FIGC, valutati diversi criteri tra i quali il bacino d'utenza e soprattutto la disponibilità di un campo omologato per questi campionati nazionali, sceglieva le squadre da promuovere. In questa stagione furono ben tre le squadre escluse, una per ciascuna delle regioni del Triveneto: ad una di esse venne dato rimedio tramite i marchigiani della Vis Pesaro, mentre le altre due vennero rimesse alla Lega IV Serie.

## Campionati
- Campionato Dilettanti Abruzzi e Molise 1957-1958
- Campionato Dilettanti Basilicata 1957-1958
- Campionato Dilettanti Calabria 1957-1958
- Campionato Dilettanti Campania 1957-1958
- Campionato Dilettanti Emilia-Romagna 1957-1958
- Campionato Dilettanti Friuli-Venezia Giulia 1957-1958
- Campionato Dilettanti Lazio 1957-1958
- Campionato Dilettanti Liguria 1957-1958
- Campionato Dilettanti Lombardia 1957-1958
- Campionato Dilettanti Marche 1957-1958
- Campionato Dilettanti Piemonte-Valle d'Aosta 1957-1958
- Campionato Dilettanti Puglia 1957-1958
- Campionato Dilettanti Sardegna 1957-1958
- Campionato Dilettanti Sicilia 1957-1958
- Campionato Dilettanti Toscana 1957-1958
- Campionato Dilettanti Tridentino 1957-1958
- Campionato Dilettanti Umbria 1957-1958
- Campionato Dilettanti Veneto 1957-1958

## Quadro riepilogativo nazionale
| Regione               | Alle finali interregionali                                                                                                 | Promossa in Interregionale                                                    | Ammessa in Interregionale |
| --------------------- | --- | ----------------------------------------------------------------------------- | ------------------------- |
| Abruzzi               | A.C. Pro Vasto | A.C. Pro Vasto                                                                |                           |
| Basilicata            | C.S. Vultur Rionero | C.S. Vultur Rionero                                                           |                           |
| Calabria              | U.S. Vibonese | U.S. Vibonese                                                                 |                           |
| Campania              | A.C. Ilva Bagnolese (gir.A) S.S. Alba (gir.B)                                                                              | A.C. Ilva Bagnolese S.S. Alba                                                 |                           |
| Emilia-Romagna        | C.R.A.L. Saline (gir.A) S.S. C.R.A.L. Tranvieri (gir.B)                                                                    | C.R.A.L. Saline S.S. C.R.A.L. Tranvieri                                       |                           |
| Friuli-Venezia Giulia | S.S. Sangiorgina (gir.A) A.S. Edera (gir.B)                                                                                | A.S. Edera                                                                    |                           |
| Lazio                 | U.S. Civitavecchiese (gir.A) A.S. Nuova Cisterna (gir.B)                                                                   | U.S. Civitavecchiese A.S. Nuova Cisterna                                      |                           |
| Liguria               | F.B.C. Varazze(gir.A) G.S. Arsenale (gir.B)                                                                                | F.B.C. Varazze G.S. Arsenale                                                  |                           |
| Lombardia             | A.S.C. Leffe (gir.A) Sondrio Sportiva (gir.B) U.S. Inveruno (gir.C) U.S. Rescaldinese (gir.D) A.C. O.M.T. Derthona (gir.E) | A.S.C. Leffe Sondrio Sportiva U.S. Inveruno U.S. Rescaldinese O.M.T. Derthona |                           |
| Marche                | S.S. Maceratese | S.S. Maceratese                                                               | S.P. Vis Sauro            |
| Piemonte-V.d'Aosta    | Omegna Sportiva (gir.A) U.S. Trinese (gir.B)                                                                               | Omegna Sportiva U.S. Trinese                                                  |                           |
| Puglia                | A.S. Bisceglie | A.S. Bisceglie                                                                |                           |
| Sardegna              | U.S. Nuorese | U.S. Nuorese                                                                  |                           |
| Sicilia               | A.S. Acquapozzillo-Acireale                                                                                                | A.S. Acquapozzillo-Acireale                                                   |                           |
| Toscana               | A.S. Lucca (gir.A) U.S. Sangiovannese (gir.B) G.S. Az. Larderello (gir.C)                                                  | A.S. Lucca U.S. Sangiovannese G.S. Az. Larderello                             |                           |
| Trentino-Alto Adige   | S.S. Olivo | -                                                                             |                           |
| Umbria                | A.S. Gubbio | A.S. Gubbio                                                                   |                           |
| Veneto                | U.S. Azzurra (gir.B) U.S. Lendinarese (gir.C) U.S. Miranese (gir.D)                                                        | U.S. Miranese                                                                 | A.C. Pro Mogliano         |

## Fase finale interregionale
Alle finali partecipavano le 32 promosse sul campo.

### Sedicesimi di finale
| Squadra 1              | Totale | Squadra 2       | Andata | Ritorno |
| ---------------------- | ------ | --------------- | ------ | ------- |
| Omegna                 | 3 - 10 | Rescaldinese    | 2 - 1  | 1 - 9   |
| O.M.T. Derthona        | 2 - 5  | Arsenale Spezia | 2 - 2  | 0 - 3   |
| Varazze                | 2 - 1  | Trinese         | 1 - 0  | 1 - 1   |
| Azzurra Sandrigo       | 1 - 0  | Sondrio         | 1 - 0  | 0 - 0   |
| Tramvieri Bologna      | 2 - 3  | Lendinarese     | 1 - 1  | 1 - 2   |
| Sangiorgina            | 3 - 6  | Leffe           | 3 - 2  | 0 - 4   |
| Inveruno               | 3 - 0  | Olivo Arco      | 1 - 0  | 2 - 0   |
| Miranese               | 6 - 2  | Edera Trieste   | 5 - 0  | 1 - 2   |
| Lucca                  | 7 - 2  | Saline Cervia   | 6 - 1  | 1 - 1   |
| Maceratese             | 2 - 3  | Sangiovannese   | 1 - 1  | 1 - 2   |
| Nuorese                | 1 - 6  | Civitavecchiese | 1 - 5  | 0 - 1   |
| Gubbio                 | 2 - 3  | Larderello      | 1 - 1  | 1 - 2   |
| Nuova Cisterna         | 3 - 2  | Pro Vasto       | 2 - 0  | 1 - 2   |
| ILVA Bagnolese         | 12 - 0 | Vultur          | 12 - 0 | n.d.    |
| Bisceglie              | 8 - 1  | Alba Napoli     | 6 - 0  | 2 - 1   |
| Acquapozzillo-Acireale | p.r.   | Vibonese        | n.d.   | n.d.    |

### Ottavi di finale
| Squadra 1       | Totale | Squadra 2              | Andata | Ritorno |
| --------------- | ------ | ---------------------- | ------ | ------- |
| Rescaldinese    | 3 - 1  | Arsenale Spezia        | 3 - 0  | 0 - 1   |
| Varazze         | 6 - 2  | Azzurra Sandrigo       | 4 - 1  | 2 - 1   |
| Lendinarese     | 1 - 7  | Leffe                  | 1 - 5  | 0 - 2   |
| Inveruno        | 6 - 3  | Miranese               | 3 - 0  | 3 - 3   |
| Lucca           | 1 - 0  | Sangiovannese          | 1 - 0  | 0 - 0   |
| Civitavecchiese | 4 - 2  | Larderello             | 1 - 0  | 3 - 2   |
| Nuova Cisterna  | 2 - 3  | ILVA Bagnolese         | 2 - 0  | 0 - 3   |
| Bisceglie       | 3 - 7  | Acquapozzillo-Acireale | 3 - 2  | 1 - 5   |

### Quarti di finale
| Squadra 1      | Totale | Squadra 2              | Andata | Ritorno |
| -------------- | ------ | ---------------------- | ------ | ------- |
| Rescaldinese   | 2 - 7  | Varazze                | 1 - 2  | 1 - 5   |
| Leffe          | 4 - 3  | Inveruno               | 4 - 0  | 0 - 3   |
| ILVA Bagnolese | 3 - 4  | Acquapozzillo-Acireale | 1 - 2  | 2 - 2   |
| Lucca          | 1 - 2  | Civitavecchiese        | 0 - 0  | 1 - 2   |

### Semifinali
- a Tortona, il 6 luglio 1958: Leffe - Varazze 2-0
- a Caserta, il 6 luglio 1958: Civitavecchiese - Acquapozzillo-Acireale 1-0

### Finale
| Arbitro: | Cesare Jonni di Macerata |

|                |           |  |
| Fiori 57’, 78’ | Marcatori |  |

Premiazione per mano del presidente del CONI, Giulio Onesti.